# 台灣國際專業展
台灣國際專業展（英文：Taiwan International Tradeshows，簡稱TTS）是台灣以各產業之專業領域所設計的會議展覽平台，由經濟部國際貿易局委託中華民國對外貿易發展協會辦理「加強提升我國展覽國際競爭力方案」項下計畫進行。
此系列的第一個展覽源自於1974年9月29日，貿協在台北市圓山大飯店舉辦之台灣外銷成衣推廣展覽會。

## 現行舉辦之展覽
註：本章節僅收錄外貿協會主導之會展，最新的展覽列表請參閱官方入口網站公布之訊息。

### 體育運動類
- 台北國際自行車展覽會［官網 （页面存档备份，存于）］
- 台灣國際運動及健身展［官網 （页面存档备份，存于）］

### 電子、電腦、資訊
- 台北國際電子展覽會（秋季時獨立展出，2006年起設置海外展）
- 台北國際電腦展覽會［官網 （页面存档备份，存于）］
- 台灣國際RFID應用展
- 台灣半導體設備暨材料展覽會（貿協僅協辦）
- 台北國際電視、電影暨數位內容展覽會
- 亞太電子商務展［官網 （页面存档备份，存于）］

### 汽機車產業
- 台北國際汽機車零配件展覽會［官網 （页面存档备份，存于）］
- 台北國際車用電子展覽會
- 台灣國際機車產業博覽會

### 生活與設計
- 世貿年貨展
- 台北國際食品展覽會［官網 （页面存档备份，存于）］
- 台北國際食品機械暨科技展覽會［官網 （页面存档备份，存于）］
- 台北國際禮品暨文具展［官網 （页面存档备份，存于）］
- 新一代設計展
- 台北國際發明暨技術交易展覽會［官網 （页面存档备份，存于）］
- 台北紡織展（紡織業外銷拓展會主辦，貿協僅協辦）
- 台北國際醫療器材、藥品暨生物科技展覽會
- 台北魅力展

### 工業
- 台北國際包裝工業展覽會
- 台北國際航太暨國防工業展覽會［官網 （页面存档备份，存于）］
- 台北國際塑橡膠工業展覽會（兩年一次，西元偶數年）
- 台北國際工具機展覽會（兩年一次，西元奇數年）
- 台北國際木工機械暨木工材料展覽會（三年一次）
- 台北國際智慧機械暨智慧製造展(前身為台北國際數控工具機展（兩年一次，西元偶數年與台北國際工具機展覽輪流）
- 台灣國際機器人展（兩年一次，西元奇數年）
- 台灣國際扣件展［官網 （页面存档备份，存于）］（兩年一次，西元偶數年）

## 已停辦、改制，或轉交之展覽
- 台北國際酒展（併入台北國際食品五展）
- 台北國際春季電子展覽會
- 台北國際光電展覽會
- 台北國際電子零配件展覽會
- 台北國際電子成品展覽會
- 台北國際進步夥伴展覽會
- 台北國際自動化展覽會
- 台北國際電信暨網路展覽會（已由台北市電腦公會的智慧城市展取而代之）
- 台灣國際奈米科技展（轉交台北市電腦公會辦理，並易名為台灣國際奈米週）
- 台北國際數位電子展覽會
- 台北電腦應用展覽會（已由資訊月取而代之）
- 台灣運動暨休閒產業展覽會（2010年停辦，現由台灣國際運動及健身展取而代之）

## 類似活動
- 臺灣觀光年曆：交通部觀光局為推廣台灣地方特色，經由網路、專家評選精選之各縣市特色活動，並依開辦月份不同結合而成之觀光年曆。

## 外部連結
- 台灣國際專業展 （页面存档备份，存于）
- 台北國際禮品暨文具展官方網站 （页面存档备份，存于）（繁體中文）